# 方門
方門，四川拳術，為中國武術流派之一，屬於南拳門派，也是少林寺拳法的分支。

## 源流
清朝末年四川什邡人方順懿根據少林寺跟蕭門兩派武功創編，而逐步成形的拳術，方順懿曾在成都、綿竹、中江等地傳授武功，拳腳風格和四川各拳種相異，獨具特色，後人名為方門。

## 介紹
方門拳動作簡單，容易上手，講究氣勢勇猛、剛勁有力，高樁步活，膽大心細，與人交手切磋時，只進不退，強攻硬上，連環出擊，出腿少而低，發手重而快。

## 套路
方門拳的步法有梅花步、七星步、連環步、龍蛇步，拳法有協戰歌、血戰、傲步手法，拗步連環、九捶連環步、形意纏絲連環拳、虎拳、九捶拳、四平拗步、柒捌玖拳。
器械套路有南刀、瘋魔棍、達摩棍、九龍棍、龍形大刀。
- 毛銀坤《四川武術大全》

## 來源
1. 1 2  毛銀坤《四川武術大全》